# 산마리노 U-19 축구 국가대표팀
산마리노 U-19 축구 국가대표팀(이탈리아어: Nazionale Under-19 di calcio di San Marino)은 산마리노을 대표하는 19세 이하의 축구 국가대표팀으로, 산마리노의 축구 관리 기관인 산마리노 축구 연맹의 관리를 받는다. UEFA U-19 축구 선수권 대회 예선에서 1무 32패를 기록했다.
2022년 8월 30일, 지브롤터를 상대로 4-0으로 이기며 첫 승리를 거두었다.